# Per Daniel Amadeus Atterbom
Per Daniel Amadeus Atterbom (19. ledna 1790, farnost Åsbo, Östergötland – 21. července 1855, Uppsala) byl švédský romantický básník, dramatik, kritik a profesor estetiky, filozofie a literatury na Uppsalské univerzitě.

## Život
Narodil se v rodině venkovského faráře. Vyrůstal v odlehlé lesní oblasti a žil zde život v jeho nejjednodušších formách, idylický a patriarchální. Byl vzděláván otcem, který mu vyprávěl o velkých lidech starověku i jejich vlasti, naučil se německy a brzy četl díla Snorriho Sturlusona a další. V roce 1799 začal navštěvovat střední školu v Linköpingu a v letech 1805-1815 pokračoval ve studiu na Uppsalské univerzitě.

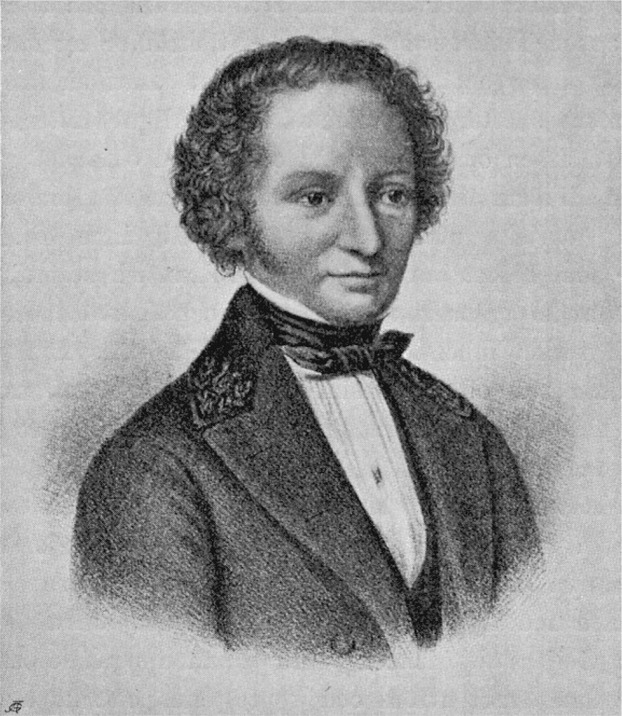
Per Daniel Amadeus Atterbom

Již během studií byl silně ovlivněn německým romantismem a vystupoval proti jednostranné víře osvícenců v rozum. Roku 1807 založil v Uppsale se svými přáteli, básníky Samuelem Johanem Hedbornem (1784-1949) a Pehrem Elgströmem (1781-1810), literární sdružení Aurora (Auroraförbundet), k jejímž nejvýznamnějším členům patřili literární kritik a historik Lorenzo Hammarsköld a spisovatel a překladatel Vilhelm Fredrik Palmblad. Sdružení začalo vydávat literárně kritické noviny Polyfem a v letech 1810 až 1813 literární měsíčník Phosphoros, podle kterého byli členové sdružení nazýváni fosforité. V tomto časopise Atterbom formuloval program švédských romantiků a vydával zde své esteticko-polemické eseje, v nichž byly nové myšlenky romantismu stavěny proti názorům starší generace. Později členové sdružení založili Poetický kalendář (1812-1822, Poetisk Kalender) (1812-1822), ve kterém se objevovaly jejich básně, a nový kritický Švédský literární časopis (1813-1824, Svensk Litteratur-tidning). Fosforismus si postupně podmanil velkou část mládeže a stal se dokonce módním trendem. Mezi tímto sdružením a druhou skupinou romantiků ve Stockholmu shromážděných v tzv. Gótském spolku (Götiska Förbundet) docházelo ke sporům, které utichly až počátkem dvacátých let.
Po skončení studia získal od přátel možnost podniknout dlouhou cestu do zahraničí, což mělo velký význam pro jeho další umělecký vývoj. V letech 1817–1819 procestoval Německo a Itálii, seznámil se s německými osobnostmi romantismu, mezi nimi i s obdivovaným Schellingem a poznal umělecký svět Říma. Poté působil jako učitel německého jazyka a literatury korunního prince Oskara, roku 1821 se stal na Uppsalské univerzitě docentem obecných dějin a roku 1824 odborným asistentem teoretické a praktické filozofie. Roku 1826 uzavřel šťastné manželství s dcerou plukovníka Ebbou Fredrikou Ekenstamovou. Roku 1828 byl na univerzitě jmenován profesorem teoretické filozofie a roku 1835 profesorem estetiky a moderní literatury. Roku 1839 byl zvolen členem Švédské akademie. Roku 1854 zemřela jeho manželka, což ho tvrdě zasáhlo. Do důchodu odešel roku 1855 a hodlal se usadit ve Stockholmu, v čemž mu zabránila jeho smrt.
Atterbom byl prvním velkým básníkem švédského romantického hnutí. Je autorem lyrických básní, z nichž některé byly zhudebněny, a především pohádkových dramat, která naplňoval bohatou fantazií a temným symbolismem. Považoval poezii za zdroj duchovní síly, která dokáže změnit život. Zajímal se rovněž o lidovou tvorbu a kulturu středověku. Mnoho jeho literárně historických prací má trvalou hodnotu. Ačkoliv bojoval proti akademickému vkusu, on sám byl považován za příliš akademického a nepřístupného a nedosáhl nikdy popularity svých druhů.
Jako místo úmrtí se uvádí Uppsala, jiné zdroje uvádějí Stockholm. Pohřben byl na Starém hřbitově v Uppsale (Uppsala gamla kyrkogård).

## Výběrová bibliografie

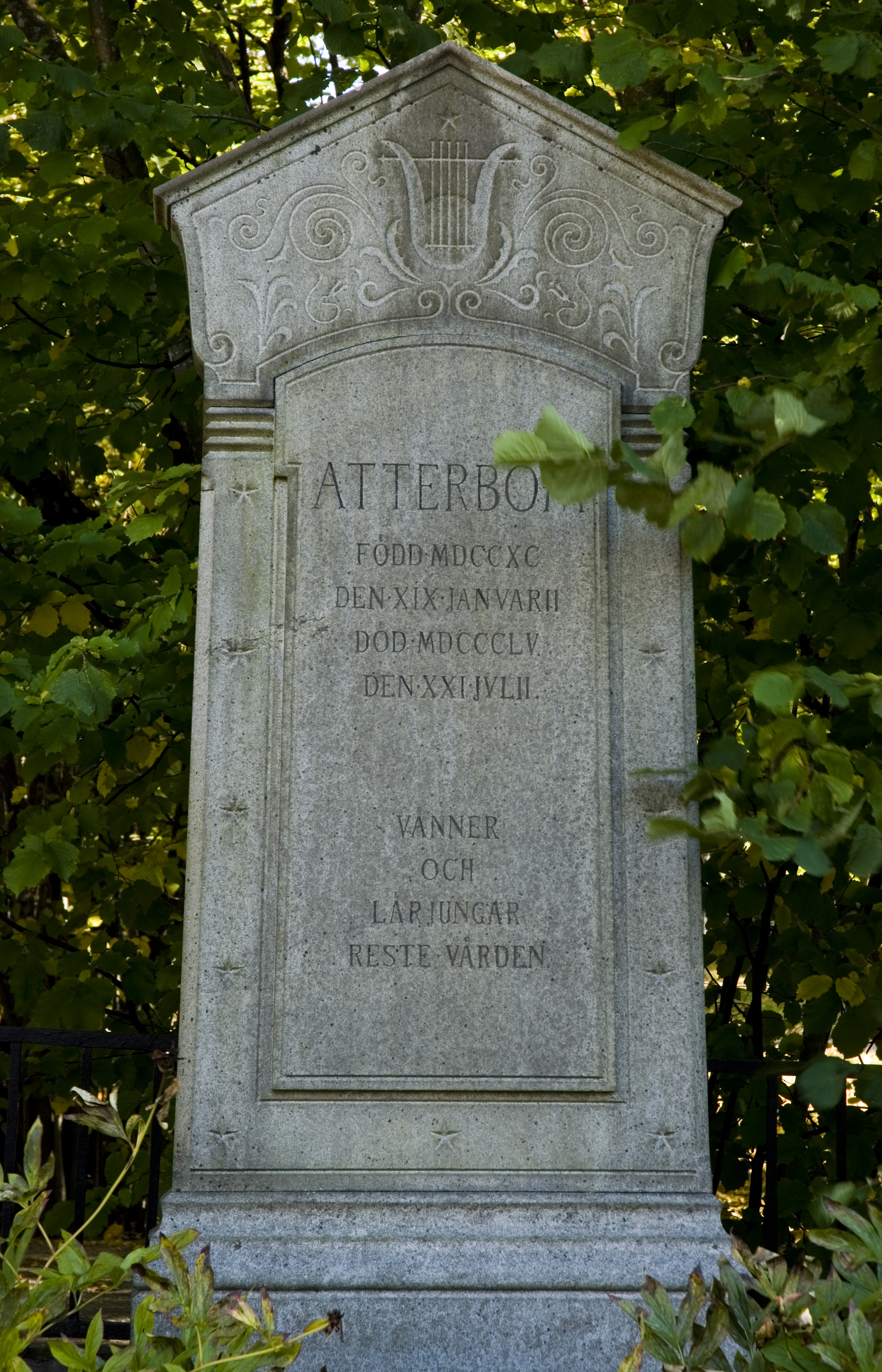
Hrob Daniela Amadea Atterboma na Starém hřbitově v Uppsale

- Blommorna (1812, doplněno 1837, Květy), čtyřicet poetických skladeb inspirovaných mystikou Friedricha Schellinga zobrazující za pomoci antických symbolů jednotu přírody a lidské duše.[4]
- Fågel blå (1814, Modrý pták), nedokončená pohádková divadelní hra ve verších, zpracování původně orientální lidové pohádky známé ze zpracování francouzské spisovatelky madame d'Aulnoy. Ukázky z díla vyšly v časopise Poetický kalendář roku 1814, celý fragment až po autorově smrti roku 1858.[9][10]
- Nordmansharpan (1816, Severská harfa), sbírka lidových písní vydaná v Poetickém kalendáři z velké části ve volné autorově úpravě.[5]
- Lycksalighetens ö (1824–1827, druhá verze 1854, Ostrov blaženosti), dva díly, pohádkové veršované drama považované za vrcholné dílo švédského romantismu. Jde o přepracování původně francouzské pohádky od madame d'Aulnoy zlidověné ve Švédsku. Hra je napsána v různých metrických systémech (blankvers, ottava rima, aliterační verš a další), vyznačuje se impozantní fantazií, hledáním nekonečna a věčnosti, kde věčná hodnota krásy přesahuje pozemské a povznáší sama sebe. Děj je ponořen do snové a transcendentní atmosféry a zároveň obsahuje ostrou satiru liberalismu.[4]
- Samlade dikter (1837-1838, Sebrané básně), dva svazky obsahující mnoho nově přepracovaných starších básní. Sbírka nebyla kritikou příliš dobře přijata.[5]
- Svenska siare och skalder (1841–1855, Švédští proroci a básníci), šest dílů, literárně historická studie, která sleduje vývoj švédské literatury, obsahuje osobní portréty velkých švédských autorů a filozofů a je považována za předchůdce životopisně psychologického literárního bádání.[4]
- Minnen från Tyskland och Italien (1859, Vzpomínky z Německa a Itálie), posmrtně.[9]
- Poesiens historia (1861, Dějiny poezie), posmrtně. [11]
- Ästhetiska afhandlingar (1866, Eseje o estetice), posmrtně.[12]

## Hudební adaptace
- Lycksalighetens ö (1943, premiéra 1945, Ostrov blaženosti), opera švédského skladatele Hildinga Rosenberga, který také napsal libreto podle autorova díla.[13]